# Guru
Un guru o potser millor gurú (en sànscrit गुरु, "mestre", "professor", "el qui dissol les tenebres") és el nom que rep un mestre espiritual dins de l'àmbit de l'hinduisme: el mot es compon de gu ("obscuritat" o, per extensió, "ignorància") i ru ("llum", per extensió "coneixença"), designant així aquell qui ajuda a passar de la ignorància al coneixement.